# Coris roseoviridis
Coris roseoviridis là một loài cá biển thuộc chi Coris trong họ Cá bàng chài. Loài này được mô tả lần đầu tiên vào năm 1999.

## Từ nguyên
Tính từ định danh của loài được ghép bởi hai từ trong tiếng Latinh: roseo ("đỏ hồng") và viridis ("xanh lục"), hàm ý đề cập đến các màu chủ đạo trên cơ thể cá đực.

## Phạm vi phân bố và môi trường sống
C. roseoviridis được ghi nhận rải rác ở các quần đảo Nam Thái Bình Dương, bao gồm quần đảo Pitcairn, đảo Mangareva (quần đảo Gambier), quần đảo Australes, đảo Rapa Iti và Rarotonga (quần đảo Cook).
C. roseoviridis sống gần các rạn san hô trên nền đáy cát và đá vụn ở độ sâu khoảng từ 12 đến ít nhất là 58 m.

## Mô tả
C. roseoviridis có chiều dài cơ thể tối đa được ghi nhận là gần 20 cm. Cá cái và cá con có màu trắng với một dải sọc ngang màu cam từ mõm băng ngang mắt và kéo dài đến cuống đuôi. Có đốm đen ở nắp mang. Các vây trong suốt. Cá đực có các vệt sọc màu xanh lục và màu đỏ phớt hồng.
Số gai vây lưng: 9; Số tia vây ở vây lưng: 12; Số gai vây hậu môn: 3; Số tia vây ở vây hậu môn: 12.

## Sinh thái học
Thức ăn của C. roseoviridis có thể là các loài thủy sinh không xương sống nhỏ.
C. roseoviridis là một loài chị em với Coris debueni, một loài đặc hữu của đảo Phục Sinh.